# Sint-Dionysiuskerk (Sint-Denijs-Boekel)

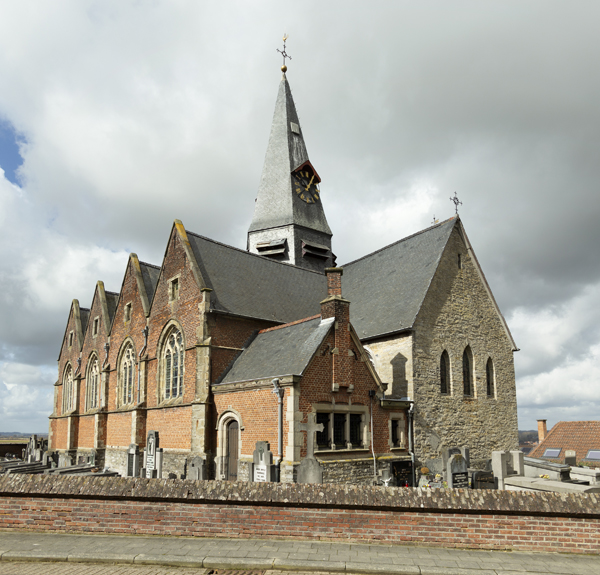
Sint-Dionysiuskerk

De Sint-Dionysiuskerk is de parochiekerk van de tot de Oost-Vlaamse gemeente Zwalm behorende plaats Sint-Denijs-Boekel, gelegen aan het Vredesplein 36.

## Geschiedenis
In 1003 werd voor het eerst melding gemaakt van een kerk, waarvan het patronaatsrecht berustte bij de Gentse Sint-Baafsabdij. Er zou sprake geweest zijn van een eenbeukig kruiskerkje met veelhoekige dakruiter. Het middenkoor en de viering van een 13e-eeuws vroeggotisch kerkgebouw, uitgevoerd in Doornikse steen, bleven bewaard. In het derde kwart van de 17e eeuw werd een sacristie en een nieuw voorportaal gebouwd. In 1836-1839 werd de kerk uitgebreid tot driebeukige pseudobasiliek naar ontwerp van Pieter Clepkens. In 1901-1902 volgde herbouw van het schip naar ontwerp van Henri Vaarwyck. De zijbeuken werden hierbij verbreed en afgewerkt met puntgevels. Het transept sprong daarna niet meer uit.
In 2023 werd de kerk onttrokken aan de eredienst en bestemd tot columbarium en rouwcentrum .

## Gebouw
De kerk bezit een zeskantige houten vieringtoren. In de vlakke vroeggotische koorafsluiting zijn sporen te vinden van het lagere koor van de oudere kerk. De neogotische sacristie is van 1901-1902.

## Interieur
De middenbeuk is overkluisd door een houten tongewelf. Zijbeuken, transept en koren zijn overkluisd met kruisribgewelven.
Het schilderij Kruisafneming wordt toegeschreven aan Antoon van den Heuvel. Het kerkmeubilair is neogotisch uit het begin van de 20e eeuw. Enkele grafstenen uit de 17e-19e eeuw werden in de binnenmuur ingemetseld.